# Nanako Matsushima
Nanako Matsushima (Yokohama, Kanagawa, 13 de outubro de 1973) é uma atriz japonesa. Mais conhecida em seu papel como Azusa Fuyutsuki no live action Great Teacher Onizuka (GTO) - 1998. É casada com o ator e cantor Takashi Sorimachi desde 2001, e ambos têm duas filhas juntos, nascidas em 2004 e 2007 também conhecida por interpretar a Nanani hoshino no ramake de ghost.

## Filmografia (TV)
- Hana Yori Dango 2 ( versão original JAPONESA) (2007)
- Furuhata Ninzaburo Final (2006)
- Hana yori dango (versão original JAPONESA) (2005)
- Hotaru no Haka (Grave of the Fireflies) (2005)
- Kyumei Byoto 24 Ji 3 (24 Hour Emergency Ward 3) (2005)
- Bijo ka Yajuu (The Beauty or the Beast) (2003)
- Toshiie to Matsu (Toshiie and Matsu) (2002)
- Yamato Nadeshiko (Perfect Woman) (2000)
- Hyakunen no Monogatari (The Story of One Century) (2000)
- Koori no sekai (Ice World) (1999)
- Majo no Jouken (Forbidden Love) (1999)
- Kyumei Byoto 24 Ji (24 Hour Emergency Ward) (1999)
- Ringu 2 (1999)
- Great Teacher Onizuka (1998)
- Sweet Season (1998)
- Midnight Express (1998)
- Rasen (just only flashbacks)  (1998)
- Ringu  (1998)
- Shinryounaikai Ryouko (The Doctor Is In) (1997)
- Konna Koi no Hanashi (A Story Of Love) (1997)
- Yonimo Kimyona Monogatari Kanrinin (1997)
- Kimi ga Jinsei no Toki (The Time of Your Life) (1997)
- Himawari (Sunflower) (1996)
- Heart ni S (1995)
- Onegai Darin (Please Darling!) (1993)
- Shacho ni natta Wakadaisho (1992)